# 天正 (移刺窩斡)
天正（てんせい）は金代に移剌窩斡が建てた私年号。1161年（大定元年12月） - 1162年（2年4月）。移剌（耶律）窩斡は移剌窩幹（干）に作る史書が多いが、『金史』に従った。

## 西暦・干支との対照表
| 天正 | 元年             | 2年     |
| 西暦 | 1161年           | 1162年  |
| 干支 | 壬申             | 癸酉    |
| 金   | 正隆6年 大定元年 | 大定2年 |